# Rainbow Beach
Rainbow Beach – miasto w Australii, w stanie Queensland, nad Oceanem Spokojnym.